# Adam-lès-Vercel
Adam-lès-Vercel è un comune francese di 107 abitanti situato nel dipartimento del Doubs nella regione della Borgogna-Franca Contea.

## Società

### Evoluzione demografica
Abitanti censiti